# Музей обороны Туапсе
Историко-краеведческий музей обороны Туапсе — музей, посвященный обороне города Туапсе во время Великой Отечественной войны 1941—1945 гг.
Музей, основанный Эдуардом Иосифовичем Пятигорским, был открыт 14 июня 1999 года.
Директор музея — Михаил Михайлович Баламатов.

## Экспозиция
Экспозиция занимает два зала. Для её составления использовано более 1500 экспонатов. Экспозицию музея невозможно было бы представить без экспонатов, которые собирались долгие годы в рамках полевых поисковых экспедиций на местах боев горы Семашхо, Гунай, Индюк, Два брата, Сарай-гора, Круглая, Каменистая и др., с Туапсинского, Горяче-ключевского и Хадыженского направлений поисковыми организациями «Охрана памяти защитников Отечества», «Рубеж», «Обелиск», «Память» и др. Основное содержание экспозиции подтверждаются материалами архивов Министерства обороны РФ и архивов Германии.
Зал № 1
Зал посвящен Туапсинской оборонительной операции. Его неотъемлемой частью является уникальная трехмерная гипсометрическая карта Черноморского побережья от Джубги до Сочи, часть Кубано-Приазовской низменности до Краснодара с изображением схемы боевых действий на Туапсинском направлении (карта изготовлялась ручным способом сотрудниками музея и волонтерами в течение 2 месяцев: по схемам и макетам вырезали формы гор и склеивали друг с другом).
На стендах и витринах представлены предметы солдатского быта и вооружения войск Красной Армии (кружки, котелки, винтовки СВТ, пулеметы «Максимa» и Дегтярева, ППШ, снайперская винтовка Мосина, фрагменты истребителей и т. д.), а также различнoe вооружение и предметы быта солдат Вермахта. Помимо этого — фотографии героев-защитников Туапсе, их личные вещи, а также карты с подробным описанием боевых действий.
Зал № 2
Зал Памяти защитников Туапсе. Его изюминкой является диорама «Вид на город Туапсе из окна разрушенной библиотеки имени Пушкина, находившейся на Церковной горке (Горке Героев)(1942 г.)», написанная художником О. В. Сидоровым.
Диарама изображает символический вид из окна во время авиационного налета немецких войск. В это время бойцы 11-й противокатерной зенитной артиллерийской батареи БК-11 53-го дивизиона 73-го Краснознаменного зенитного артиллерийского полка ведут оборонительный огонь из переоборудованной зенитной установки.
Зал также рассказывает о жизни города во время войны: здесь фотографии его жителей — тружеников тыла, их личные вещи, награды, письма, фотографии разрушенных зданий.

## Награды музея
- 2013 Орден «Знамя Победы»
- 2014 Юбилейный знак "90 лет контрольно-пропускному пункту «Туапсе»
- 2017 Медаль «За сохранение исторической памяти»
- 2017 Медаль «За активную военно-патриотическую работу»
- Многочисленные грамоты и благодарственные письма

## Дополнительная деятельность
- В 2007 и 2008 гг. основатель музея Э. И. Пятигорский принял активное участие в подготовке пакета документов на присвоение городу Туапсе звания «Город воинской славы». Его брошюрa «Роль Туапсе в Великой Отечественной войне 1941—1945 гг.»[2] стала обоснованием присвоения городу этого звания[3].
- В 2008 Пятигорский принимает непосредственное участие в сборе документов и подготовке обращения на присвоение звания «Город воинской славы» городу Крымск.
- Поисковая деятельность: выезды на «Вахты Памяти» (поиск и перезахоронение павших защитников Отечества).
- Благоустройство территорий у памятников в черте города, а также в горно-лесистой местности; участие в переустановке памятников погибшим воинам; ремонт памятников и уход за ними.
- Участие в слётах поисковиков Городов воинской славы и Городов-Героев.
- Встречи с ветеранами Великой Отечественной войны.
- Сохранение памяти о событиях Великой Отечественной войны, популяризация событий военной истории России и их героев.
- Архивная деятельность, систематизация фактов, являющихся основанием для экспозиционно-исследовательской работы в рамках данной тематики.
- Выполнение целевых программ «Дети Кубани», «Старшее поколение», «Реабилитация инвалидов» и др.
- Музей способствует развитию поисковых и исследовательских навыков подрастающего поколения и молодёжи.
- Участие в семинарах и конференциях регионального и городского уровня.
- Подготовка документального фильма «Это надо живым» о Туапсинской оборонительной операции совместно с новостным каналом «Кубань 24».

## Основатель и первый директор
Основатель музея Эдуард Иосифович Пятигорский (1936—2009) начал свою музейную деятельность в качестве старшего научного сотрудника «Историко-краеведческого музея имени Н. Г. Полетаева» в городе Туапсе, где он стал автором проектов экспозиций «Героическая оборона Туапсе» и «Туапсинская военно-морская база». Он также участвовал в построении экспозиций музеев: «Музей истории города-курорта Сочи», «Музей истории Туапсинского морского торгового порта», «Шаумянский народный музей» в селе Шаумян и др.

Эдуардом Иосифовичем написана книга-пособие «История — это то, что было… 1942. Туапсинская Оборонительная операция. Хроника. Факты. Размышления, комментарии и версии краеведа», в которой раскрываются неизвестные факты и события Битвы за Кавказ. Для удобства чтения книга снабжена отдельно изданным приложением «Атлас Туапсинской Оборонительной Операции. Август — декабрь 1942 г.».

Помимо этого под руководством Пятигорского выпущено 4 учебных пособия и около десятка книг, среди них «Каратянский хребет. Фрагмент Туапсинской оборонительной операции» и «На остриях войны. Кубань. 1942. Август». Пятигорский автор многочисленных статей для журналов и газет, соавтор ряда книг.
Память
В 2012 году Туапсе отметил 70-летие Туапсинской оборонительной операции. К этому событию приурочили торжественное открытие мемориальной доски на фасаде музея, посвященной Э. И. Пятигорскому.

В 2017 Пятигорскому посмертно присвоено звание «Духовное имя Туапсинского района».